# Denver Pyle
Denver Dell Pyle (* 11. Mai 1920 in Bethune, Colorado; † 25. Dezember 1997 in Burbank, Kalifornien) war ein US-amerikanischer Schauspieler.

## Leben
Pyle wuchs als Sohn eines Farmers in Colorado auf und war nach Abschluss der High School in unterschiedlichen Berufen tätig, unter anderem als Schlagzeuger. Ein Jurastudium brach er nach einiger Zeit ab. Während des Zweiten Weltkrieges war er Seemann bei der Handelsmarine und wurde 1943 aus medizinischen Gründen aus der Marine entlassen. Danach arbeitete er als Nieter im Raum Los Angeles, begann sich aber parallel für die Schauspielerei zu interessieren und nahm Schauspielunterricht bei Maria Ouspenskaya und Michael Tschechow.
Ab 1947 spielte er kleine Nebenrollen in Spielfilmen, in den ersten Jahren häufig ohne Namensnennung im Abspann, ehe seine Rollen etwas an Größe gewannen. Ab Anfang der 1950er Jahre arbeitete er auch für das Fernsehen. Scharf geschnittene Gesichtszüge sowie in späteren Jahren auch ein Bart machten ihn zu einer häufigen Besetzung in Westernfilmen und -serien. So spielte er beispielsweise in acht Folgen von Bonanza und 14 Folgen von Rauchende Colts. Er spielte Nebenrollen in Westernfilmen wie Johnny Guitar – Wenn Frauen hassen und Der Mann vom großen Fluß. Auch in John Fords Spätwerk hatte er mehrere Auftritte, darunter in Fords Westernklassiker Der Mann, der Liberty Valance erschoss. 1967 hatte Pyle seinen vielleicht bekanntesten Kinoauftritt in Arthur Penns Gangsterfilm Bonnie und Clyde in der Rolle des Texas Rangers Frank Hamer, der die beiden Titelfiguren zur Strecke bringt.
Nachdem Pyle lange eher Gast- und Nebendarsteller von Serien war, erhielt er ab den 1960er-Jahren schließlich auch diverse Fernseh-Hauptrollen. Ab 1965 spielte er 26 Folgen lang den Großvater in der Sitcom Tammy, das Mädchen vom Hausboot, wodurch er auch in Deutschland bekannt wurde. Diese Besetzung erfolgte, obwohl er damals erst Mitte Vierzig war. Auch in anderen Rollen tendierte der Charakterdarsteller Pyle dazu, schon in jüngeren Jahren deutlich ältere Figuren zu verkörpern. Von 1968 bis 1970 agierte er neben Doris Day in deren Fernsehserie The Doris Day Show. In den Jahren 1977 und 1978 spielte er die Figur des Mad Jack in der Westernserie Der Mann in den Bergen. 1979 wurde Pyle schließlich in seiner wohl bekanntesten Rolle besetzt: als Uncle Jesse Duke in der Fernsehserie Ein Duke kommt selten allein, die er bis 1985 in 146 Folgen verkörperte. Nach dem Ende von Ein Duke kommt selten allein Mitte der 1980er-Jahre schraubte er sein Drehpensum zurück, trat aber noch unter anderem als Gaststar in Mord ist ihr Hobby und Dallas auf.
Insgesamt wirkte Pyle zwischen 1947 und 1997 an über 260 Film- und Fernsehproduktionen mit. Seinen letzten Schauspielauftritt hatte er 1997 bei dem Fernsehfilm Familientreffen der Chaoten, in dem die Figuren aus Ein Duke kommt selten allein in einer Reunion nochmals gemeinsam auftraten. Im selben Jahr erlag Pyle im Alter von 77 Jahren einem Krebsleiden, er hinterließ seine Ehefrau Tippy und zwei Söhne. Wenige Wochen vor seinem Tod war er noch mit einem Stern auf dem Hollywood Walk of Fame geehrt worden. Pyles älterer Bruder Willis Pyle (1914–2016) war ein Illustrator und Trickfilmzeichner, der insbesondere für seine Arbeit an Disney-Zeichentrickfilmen bekannt war.

## Filmografie (Auswahl)

### Kino
- 1947: The Guilt of Janet Ames
- 1948: Der Richter von Colorado (The Man from Colorado)
- 1949: El Paso, die Stadt der Rechtlosen (El Paso)
- 1949: Die rote Schlucht (Red Canyon)
- 1949: Kopfpreis 5000 Dollar (Hellfire)
- 1949: Der blonde Tiger (Too Late for Tears)
- 1949: Die Todeskurve (The Big Wheel)
- 1950: The Flying Saucer
- 1950: Käpt’n China (Captain China)
- 1950: Rauchende Pistolen (Singing Guns)
- 1951: Trommeln im tiefen Süden (Drums in the Deep South)
- 1952: Meuterei auf dem Piratenschiff (Mutiny)
- 1953: Hängt ihn (Vigilante Terror)
- 1953: Mündungsfeuer (Gunsmoke)
- 1953: Auf verlorenem Posten (The Lone Hand)
- 1953: Fort der Rache (Fort Vengeance)
- 1953: Morgen wirst du gekillt, Johnny (Rebel City)
- 1953: Kolonne Süd (Column South)
- 1954: Die siebente Nacht (The Command)
- 1954: Ritt mit dem Teufel (Ride Clear of Diablo)
- 1954: Der Sheriff ohne Colt (The Boy from Oklahoma)
- 1954: Johnny Guitar – Wenn Frauen hassen (Johnny Guitar)
- 1954: Der einsame Adler (Drum Beat)
- 1954: Gold aus Nevada (The Yellow Mountain)
- 1955: Rächer in Schwarz (Ten Wanted Men)
- 1955: Die Stadt der toten Seelen (Rage at Dawn)
- 1955: Im Schatten des Galgens (Run for Cover)
- 1955: Zur Hölle und zurück (To Hell and Back)
- 1955: Unbesiegt (Top Gun)
- 1956: Amigo Mio – Der Bandit von Vera Cruz (Yaqui Drums)
- 1956: Die 7. Kavallerie (7th Cavalry)
- 1957: Die Würfel sind gefallen (Gun Duel in Durango)
- 1957: Der Einsame (The Lonely Man)
- 1957: Düsenjäger (Jet Pilot)
- 1957: Einer gegen fünf (Domino Kid)
- 1958: Einer muß dran glauben (The Left Handed Gun)
- 1958: Die Letzten der 2. Schwadron (Fort Massacre)
- 1959: Der Henker wartet schon (Good Day for a Hanging)
- 1959: König der Wildpferde (King of the Wild Stallions)
- 1959: Der letzte Befehl (The Horse Soldiers)
- 1959: Kampf ohne Gnade (Cast a Long Shadow)
- 1960: Das Erbe des Blutes (Home from the Hill)
- 1960: Alamo (The Alamo)
- 1962: Der Mann, der Liberty Valance erschoß (The Man Who Shot Liberty Valance)
- 1962: Das letzte Kommando (Geronimo)
- 1964: Cheyenne (Cheyenne Autumn)
- 1965: Nebraska (The Rounders)
- 1965: Der Mann vom großen Fluß (Shenandoah)
- 1965: Das große Rennen rund um die Welt (The Great Race)
- 1966: Western-Patrouille (Incident at Phantom Hill)
- 1966: Der Colt ist das Gesetz (Gunpoint)
- 1967: Mordbrenner von Arkansas (Welcome to Hard Times)
- 1967: Bonnie und Clyde (Bonnie and Clyde)
- 1968: Bandolero
- 1968: Todfeinde (5 Card Stud)
- 1973: Geier kennen kein Erbarmen (Cahill U.S. Marshal)
- 1974: Sie können's nicht lassen (Sidekicks, Fernsehfilm)
- 1975: Die Flucht zum Hexenberg (Escape to Witch Mountain)
- 1975: Der Einsame in den Bergen (The Adventures of Frontier Fremont)
- 1976: Buffalo Bill und die Indianer (Buffalo Bill and the Indians, or Sitting Bull’s History Lesson)
- 1976: Willkommen in Los Angeles (Welcome to L.A.)
- 1976: Hüter der Wildnis (Guardian of the Wilderness)
- 1978: Der Sieg der Sternenkinder (Return from Witch Mountain)
- 1987: Delta Fieber (Delta Fever)
- 1994: Maverick – Den Colt am Gürtel, ein As im Ärmel (Maverick)

### Fernsehen
- 1951–1953: The Range Rider (14 Folgen)
- 1951–1954: The Gene Autry Show (10 Folgen)
- 1951–1956: The Lone Ranger (7 Folgen)
- 1953–1967: Im Wilden Westen (Death Valley Days, 8 Folgen)
- 1955–1958: Fury (3 Folgen)
- 1955–1960: Wyatt Earp greift ein (The Life and Legend of Wyatt Earp, 10 Folgen)
- 1956–1961: Abenteuer im wilden Westen (Zane Grey Theater, 7 Folgen)
- 1956–1957: Code 3 (2 Folgen)
- 1956–1973: Rauchende Colts (Gunsmoke, 14 Folgen)
- 1957–1960: Have Gun – Will Travel (7 Folgen)
- 1958–1966: Perry Mason (6 Folgen)
- 1959: Menschen im Weltraum (Men Into Space, 1 Folge)
- 1959–1960: Der Texaner (The Texan, 4 Folgen)
- 1959–1961: Westlich von Santa Fé (The Rifleman, 5 Folgen)
- 1959–1963: Am Fuß der blauen Berge (Laramie, 5 Folgen)
- 1961: Maverick (1 Folge)
- 1961: Bronco (4 Folgen)
- 1961–1962: Cheyenne (3 Folgen)
- 1961/1963: Sprung aus den Wolken (Ripcord, 2 Folgen)
- 1961–1972: Bonanza (8 Folgen)
- 1963: Die Leute von der Shiloh Ranch (The Virginian, 1 Folge)
- 1963: Tausend Meilen Staub (Rawhide, 1 Folge)
- 1963–1966: The Andy Griffith Show (6 Folgen)
- 1964: Twilight Zone (The Twilight Zone, 1 Folge)
- 1965–1966: Tammy, das Mädchen vom Hausboot (Tammy, 26 Folgen)
- 1967: High Chaparral (The High Chaparral, 1 Folge)
- 1968–1970: Doris Day in... (The Doris Day Show, 48 Folgen)
- 1970: Here Come the Brides (1 Folge)
- 1972: Die Waltons (The Waltons, 1 Folge)
- 1973: Die Straßen von San Francisco (The Streets of San Francisco, 1 Folge)
- 1973/1974: Kung Fu (2 Folgen)
- 1974: Cannon (1 Folge)
- 1974: The New Perry Mason (1 Folge)
- 1975: Der Junge, der mit den Tieren sprach (The Boy Who Talked to Badgers, Fernsehfilm)
- 1976: Barnaby Jones (1 Folge)
- 1977–1978: Der Mann in den Bergen (The Life and Times of Grizzly Adams, 37 Folgen)
- 1979–1985: Ein Duke kommt selten allein (The Dukes of Hazzard, 146 Folgen)
- 1986: Love Boat (The Love Boat, 1 Folge)
- 1988: Mord ist ihr Hobby (Murder, She Wrote, Folge 5x05)
- 1990: Dallas (2 Folgen)
- 1994: L.A. Law – Staranwälte, Tricks, Prozesse (L.A. Law, 1 Folge)
- 1994: Daddy schafft sie alle (Father and Scout, Fernsehfilm)
- 1996: Cybill (1 Folge)
- 1997: Ein Duke kommt selten allein – Familientreffen der Chaoten (The Dukes of Hazzard: Reunion!, Fernsehfilm)

## Auszeichnungen
- 1984: Golden Boot Award für sein Lebenswerk als Westernschauspieler[8]
- 1997: Stern auf dem Hollywood Walk of Fame auf dem Hollywood Boulevard in der Kategorie Film